# 矮粗距翠雀花
矮粗距翠雀花（学名：Delphinium pachycentrum var. humilius）为毛茛科翠雀属下的一个变种。

## 扩展阅读
- 維基物種上的相關：矮粗距翠雀花